# 29355 Siratakayama
29355 Siratakayama (1995 QX3) là một tiểu hành tinh vành đai chính được phát hiện ngày 28 tháng 8 năm 1995 bởi T. Okuni ở Nanyo.